# Jokin Murguialday
Jokin Murguialday Elorza (Vitoria-Gasteiz, 19 maart 2000) is een Spaans wielrenner die anno 2025 rijdt voor Euskaltel-Euskadi. Hij is de zoon van voormalig wielrenner Javier Murguialday.

## Carrière
In 2020 werd Murguialday zesde in de door Patryk Stosz gewonnen Ronde van Bulgarije. Drie weken later werd hij tweede in zowel de tijdrit als de wegwedstrijd op het nationale kampioenschap bij de beloften, achter respectievelijk Raúl García Pierna en Javier Romo. In de Ronde van Italië voor beloften eindigde Murguialday op de achtste plek, met ruim 11 minuten achterstand op winnaar Tom Pidcock. In 2021 werd Murguialday prof bij Caja Rural-Seguros RGA. In zijn eerste profseizoen nam hij deel aan onder meer de Ronde van Burgos en de Ronde van Groot-Brittannië en won hij het jongerenklassement in de Trofeo Joaquim Agostinho. In het algemeen klassement van die Portugese etappekoers werd hij derde, achter Frederico Figueiredo en José Fernandes.
Het seizoen 2022 begon voor Murguialday met de Trofeo Calvia. Later dat jaar maakte hij zijn debuut in de Ronde van het Baskenland, waar hij in de zesde etappe buiten de tijdslimiet finishte. In de door Mauricio Moreira gewonnen Ronde van Portugal was Murguialday de renner onder de 23 jaar en schreef hij zo het jongerenklassement op zijn naam.

## Overwinningen
2021
Jongerenklassement Trofeo Joaquim Agostinho
2022
Jongerenklassement Ronde van Portugal

## Resultaten in voornaamste wedstrijden
|      | \| Jaar \| Clásica San Sebastián \| \| ---- \| --------------------- \| \| 2021 \| 96e \| \| 2022 \| \| \| 2023 \| 60e \| \| 2024 \| \| \| 2025 \| 67e \| |
| Jaar | Clásica San Sebastián |
| 2021 | 96e |
| 2022 | |
| 2023 | 60e |
| 2024 | |
| 2025 | 67e |

## Ploegen
- 2021 –  Caja Rural-Seguros RGA
- 2022 –  Caja Rural-Seguros RGA
- 2023 –  Caja Rural-Seguros RGA
- 2024 –  Caja Rural-Seguros RGA
- 2025 –  Euskaltel-Euskadi

Amezqueta · Aular · Bagües · Barceló · Barrenetxea · Calle · Cepeda · Cuadros · Etxeberria · García · González · Johnston · Lastra · Leitão · Martín · Murguialday · Nicolau · Nieve · Pira · Prades ·Schlegel  · Balderstone (stagiair) · López de Abetxuko (stagiair) · López (stagiair)
Amezqueta · Aular · Babor · Balderstone · Barceló · Barrenetxea · Bárta · Cepeda · Etxeberria · García · González · Hailemichael · Johnston · Leitão · López · Martín · Murguialday · Nicolau · Pira · Prades ·Schlegel  · Sorarrain (vanaf 31/7) · Guardeño (stagiair) · Ibáñez (stagiair) · Silva (stagiair)
Arriola-Bengoa · Aular · Babor · Balderstone · Barceló · Bárta · Berwick · Cepeda · Etxeberria 
· Fernández · González · Guardeño · Hailemichael · Johnston · Leitão · López · Murguialday · Nicolau · Prades ·Schlegel · Silva · Sorarrain · Díaz (stagiair) · Ibáñez (stagiair)